# Agdach (Kelbajar)
 (octobre 2023).
Agdach est un village de la région de Kelbajar en Azerbaïdjan.

## Histoire
Le village d'Agdach était dans l'unité territoriale administrative de Tchaykend de la région de Kelbajar. Il est situé dans une zone montagneuse. En 1993-2020, Agdach était sous le contrôle des forces armées arméniennes. Le 25 novembre 2020, sur la base d'un accord trilatéral entre l'Azerbaïdjan, l'Arménie et la Russie en date du 10 novembre 2020, la région de Kelbajar, y compris le village d'Agdach, a été restituée sous le contrôle de l'Azerbaïdjan.

## Sources
Dordgozlu boulag, Soyug boulag, Tchinguilli boulag, Pir boulag.